# Ruta Provincial 17 (Santa Fe)
La Ruta Provincial 90 es una carretera de 34 km de jurisdicción provincial, ubicada en el norte de la Provincia de Santa Fe, Argentina
Comienza en la ciudad de Ceres y finaliza en la intersección con la RP 2 a 6 km de Campo Garay. 

## Localidades
Recorrido: 50 km
Las ciudades y pueblos por los que pasa esta ruta de este a oeste son los siguientes:
- Departamento San Cristóbal: Ceres, acceso a: Colonia Montefiore.